# Terminfo
Terminfo （タームインフォ）はデバイス独立にディスプレイ端末を使うためのライブラリでありデータベースである。
最初の terminfo はtermcapの改良を狙ってMark Horton によって1981～1982年に書かれた。
次の事などが改良された：
- 端末の記述へのアクセスの高速化[要出典]
- 端末ケーパビリティ名を長く分かりやすくした
- 端末へ送られる文字列をより一般的に評価される式にした

terminfoはUNIX System V Release 2に含まれ、すぐにSystem Vにおいてtermcapより好まれるようになった。
一方でBSDはtermcapを使い続けた 。
Pavel Curtisによって1982～1984年に作られたpcursesはterminfoを模倣したもので、Mark Hortonによる修正を取り込みつつ他のUNIXでも使用できるようになった。
より詳しくは1986年12月からの一連のcomp.sources.unix ニュースグループへの投稿を参照。
terminfoデータベースには百種類ものディスプレイ端末の端末ケーパビリティが記述されている。 
これによってプログラムは端末の種類に依存せずにキャラクタベースのインターフェイスを実現できる。 
データベースには以下のような情報が記述されている：
- 画面上の行数
- モノクロモード（色を使わない）
- ビープ音でなく画面フラッシュを使用

termcapとは違い、 terminfoデータベースはソースとコンパイル済みの2種類の形式がある。
コンパイル済み形式についての上限は仕様化されていない。
しかしほとんどの実装では、コンパイルされたエントリは4,096バイトを超えてはならないとtic（terminal information compiler）のドキュメントで述べている。

## 関連情報
- 端末
- curses
- Termcap
- tput